# Boarmia hibernaria
Boarmia hibernaria là một loài bướm đêm trong họ Geometridae.